# Caryosyntrips
Caryosyntrips é um gênero extinto de anomalocarídeos que existiu no Canadá, durante o período Cambriano Médio. Caryosyntrips é conhecido apenas por um punhado de 12 apêndices segmentados, que se assemelham a quebra-nozes, recuperados da Formação Stephen.
Foi nomeado em primeiro lugar por Allison C. Daley e Graham E. Budd em 2010 e sua espécie é o Caryosyntrips serratus.

## Morfologia
O apêndice do Caryosyntrips é similar ao do Anomalocaris, no entanto possui um arranjo diferente de espinhos e um contorno reto.
Os apêndices do Caryosyntrips são segmentados, tinham ao menos 12 podomeres (qualquer segmento de um membro) e possuem intervalos completos entre 57.8 e 114.2 mm. Há indícios por meios dos limites dos apêndices de que estes eram redondos ou ovais em seção transversal. O limite dos podomeres são amplos, e há indícios que mostram que havia membranas entre eles.
Os apêndices possuem, ao menos, 30 pequenos espinhos margeando a parte externa do apêndice. Os espinhos possuem tamanho entre 2 e 4 mm de comprimento e podem ser perpendiculares aos podomeres ou então inclinados em direção à extremidade distal. A extremidade distal do apêndice termina em um espinho terminal com extensão 5 mm e ligeiramente curvado em direção à margem interna. A extremidade distal era uma estrutura separada aos apêndices.
Uma estrutura fina, alongada e com curvas salientes encontrada em um espécime mede 10 mm e parece ser contínua com o resto do apêndice.
Na Pedreira Raymond, um exemplar de apêndices de Caryosyntrips anexados a uma carapaça que se estende a 50 mm além da base dos apêndices. A carapaça, interpretada como a parte anterior da cabeça do animal, é composta por uma sobreposição de camadas orgânicas de menor tamanho aos das apêndices. Outros 2 ou 3 fragmentos, interpretados como parte do corpo, foram encontrados na mesma rocha.

## Estilo de vida
Os apêndices segmentados do Caryosyntrips podem ter auxiliado ao animal para que este pudesse caçar e capturar presas que se deslocam rapidamente, tanto pelágicos como bentônicos.